# Német férfi vízilabda-válogatott
A német férfi vízilabda-válogatott Németország nemzeti csapata, amelyet a Német Úszó-szövetség (németül: Deutscher Schwimm-Verband) irányít.
A válogatott legjobb eredményei egy aranyérem az 1928-as olimpiáról és két első helyezés az 1981-es, illetve 1989-es Európa-bajnokságról. Mindemellett több alkalommal végeztek a dobogó második, illetve harmadik fokán a különböző világversenyeken.

## Eredmények

### Olimpiai játékok
- 1900 – Első kör
- 1904 – Nem vett részt
- 1908 – Nem vett részt
- 1912 – Nem vett részt
- 1920 – Nem vett részt
- 1924 – Nem vett részt
- 1928 –  Arany
- 1932 –  Ezüst
- 1936 –  Ezüst
- 1948 – Nem vett részt
- 1952 – Selejtezőkör
- 1956 – 6. hely
- 1960 – 6. hely
- 1964 – 6. hely
- 1968 – 10. hely
- 1972 – 4. hely
- 1976 – 6. hely
- 1980 – Nem vett részt
- 1984 –  Bronz
- 1988 – 4. hely
- 1992 – 7. hely
- 1996 – 9. hely
- 2000 – Nem jutott be
- 2004 – 5. hely
- 2008 – 10. hely
- 2012 – Nem jutott be
- 2016 – Nem jutott be

### Világbajnokság
- 1973 – 11. hely
- 1975 – 6. hely
- 1978 – 7. hely
- 1982 –  Bronzérem
- 1986 – 6. hely
- 1991 – 5. hely
- 1994 – 9. hely
- 1998 – Nem jutott be
- 2001 – 14. hely
- 2003 – 11. hely
- 2005 – 9. hely
- 2007 – 8. hely
- 2009 – 6. hely
- 2011 – 8. hely
- 2013 – 10. hely
- 2015 – nem jutott be
- 2017 – nem jutott be
- 2019 – 8. hely

### Világliga
- 2002 – Nem indult
- 2003 – Nem indult
- 2004 – Nem indult
- 2005 –  Bronz
- 2006 – Selejtezőkör
- 2007 – 4. hely
- 2008 – Nem indult
- 2009 – Selejtezőkör
- 2010 – Selejtezőkör
- 2011 – Selejtezőkör
- 2012 – Selejtezőkör
- 2013 – Selejtezőkör
- 2014 – Selejtezőkör

### Világkupa
- 1979 – 5. hely
- 1981 – Nem vett részt
- 1983 –  Ezüst
- 1985 –  Arany
- 1987 –  Bronz
- 1989 – 5. hely
- 1991 – 8. hely
- 1993 – 6. hely
- 1995 – Nem vett részt
- 1997 – Nem vett részt
- 1999 – Nem vett részt
- 2002 – Nem vett részt
- 2006 – Nem vett részt

### Európa-bajnokság
- 1926 –  Bronz
- 1927 –
- 1931 –  Ezüst
- 1934 –  Ezüst
- 1938 –  Ezüst
- 1947 –
- 1950 –
- 1954 –
- 1958 –
- 1962 –
- 1966 –
- 1970 –
- 1974 –
- 1977 –
- 1981 –  Arany
- 1983 –
- 1985 –  Bronz
- 1987 –
- 1989 –  Arany
- 1991 –
- 1993 –
- 1995 –  Bronz
- 1997 – 10. hely
- 1999 – 8. hely
- 2001 – 9. hely
- 2003 – 5. hely
- 2006 – 8. hely
- 2008 – 6. hely
- 2010 – 6. hely
- 2012 – 5. hely
- 2014 – 9. hely
- 2016 – 11. hely
- 2018 – 9. hely
- 2020 – 9. hely
- 2022 – 13. hely
- 2024 – 12. hely